# Emmanuel Gonse
Pour les articles homonymes, voir Gonse.
Emmanuel Gonse, né en 1880 à Paris, et mort en 1954 à Montmorency, est un architecte français, réputé pour ses immeubles d'habitation, ses reconstructions d'églises et ses constructions sanitaires et hospitalières.

## Biographie
Emmanuel Gonse, né le 3 mars 1880 dans le 7e arrondissement de Paris, est le fils de l'historien d'art Louis Gonse. Il suit les études de l'École des beaux-arts de Paris à l'atelier de Jean-Louis Pascal.

### Maisons et immeubles parisiens

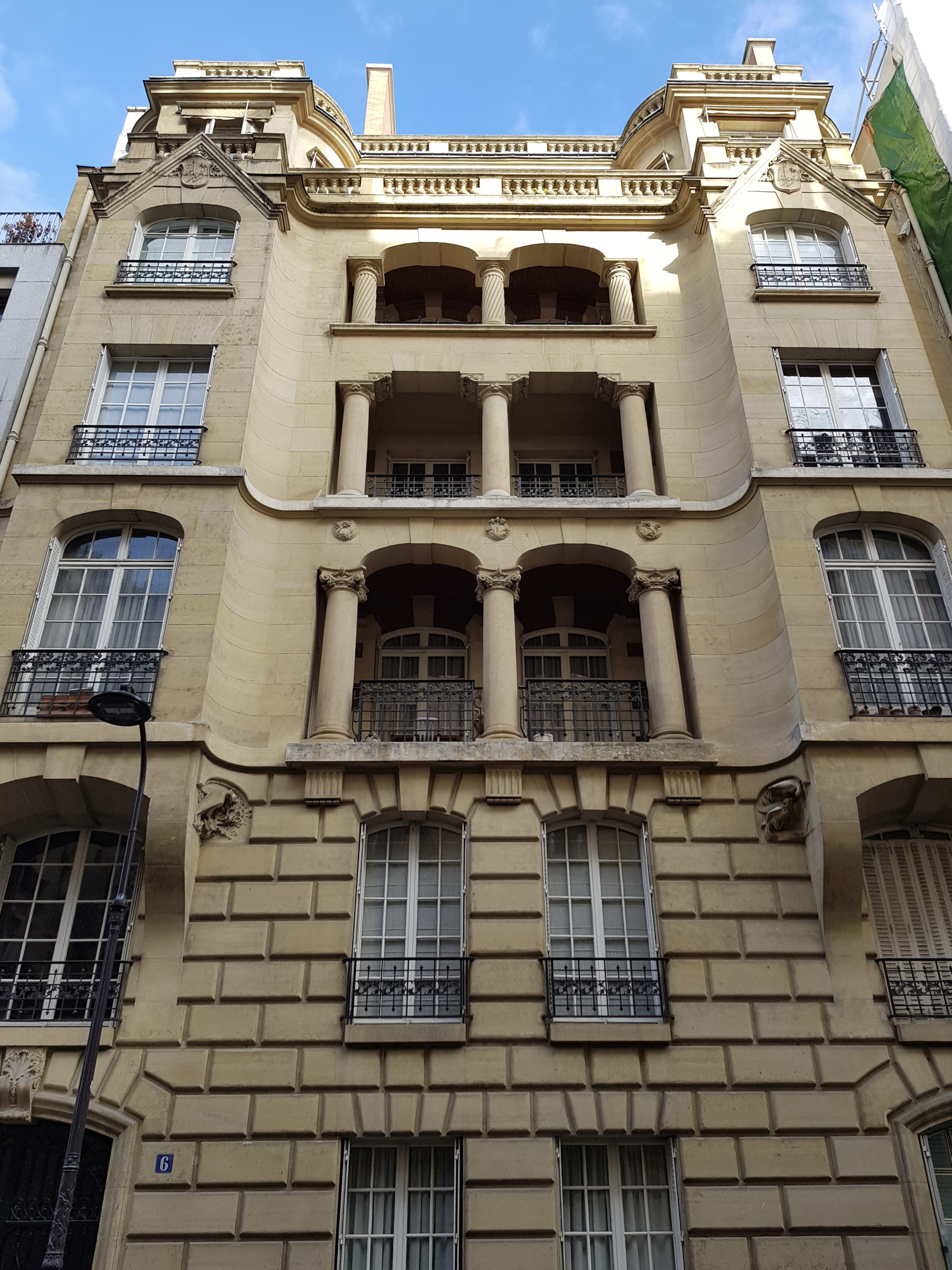
No 6, rue Dufrenoy, Paris 16e.

Il fonde en 1905 une agence d'architecture avec son ancien condisciple Charles Duval (1873-1937). Leurs premières réalisations, jusqu'en 1914, s'exercent dans le domaine privé pour l'immobilier parisien, principalement sur la base de commandes émanant de leurs réseaux familiaux et para-familiaux. 
Gonse est en 1909 le lauréat le plus récompensé du concours de façades de la ville de Paris, ayant trois façades de sa signature sur les six primées, avec les immeubles des nos 6 et 4 bis, rue aux Ours, et la maison du no 6, rue Dufrenoy, que Gonse réalise avec Jean Formigé et qui « présente une façade simple mais de charmante allure, avec d'heureuses loggias ouvertes aux trois principaux étages ». Duval et lui construisent en 1913 pour la revue L'Illustration un bâtiment en rotonde accolé à l'hôtel particulier du no 13, rue Saint-Georges.

### L'Aérium d'Arès
Emmanuel Gonse est sollicité en 1912 par sa tante par alliance Sophie Wallerstein, fille du banquier et député Léopold Javal, pour construire un aérium à Arès, au bord du bassin d'Arcachon. Fruit d'une collaboration entre les médecins et les architectes Gonse et Duval, l'aérium est inauguré en mars 1913, puis enrichi les années suivantes de plusieurs extensions par les mêmes architectes. Désaffecté depuis 1981, il est inscrit à l'inventaire supplémentaire des monuments historiques en 2000.

### Reconstruction

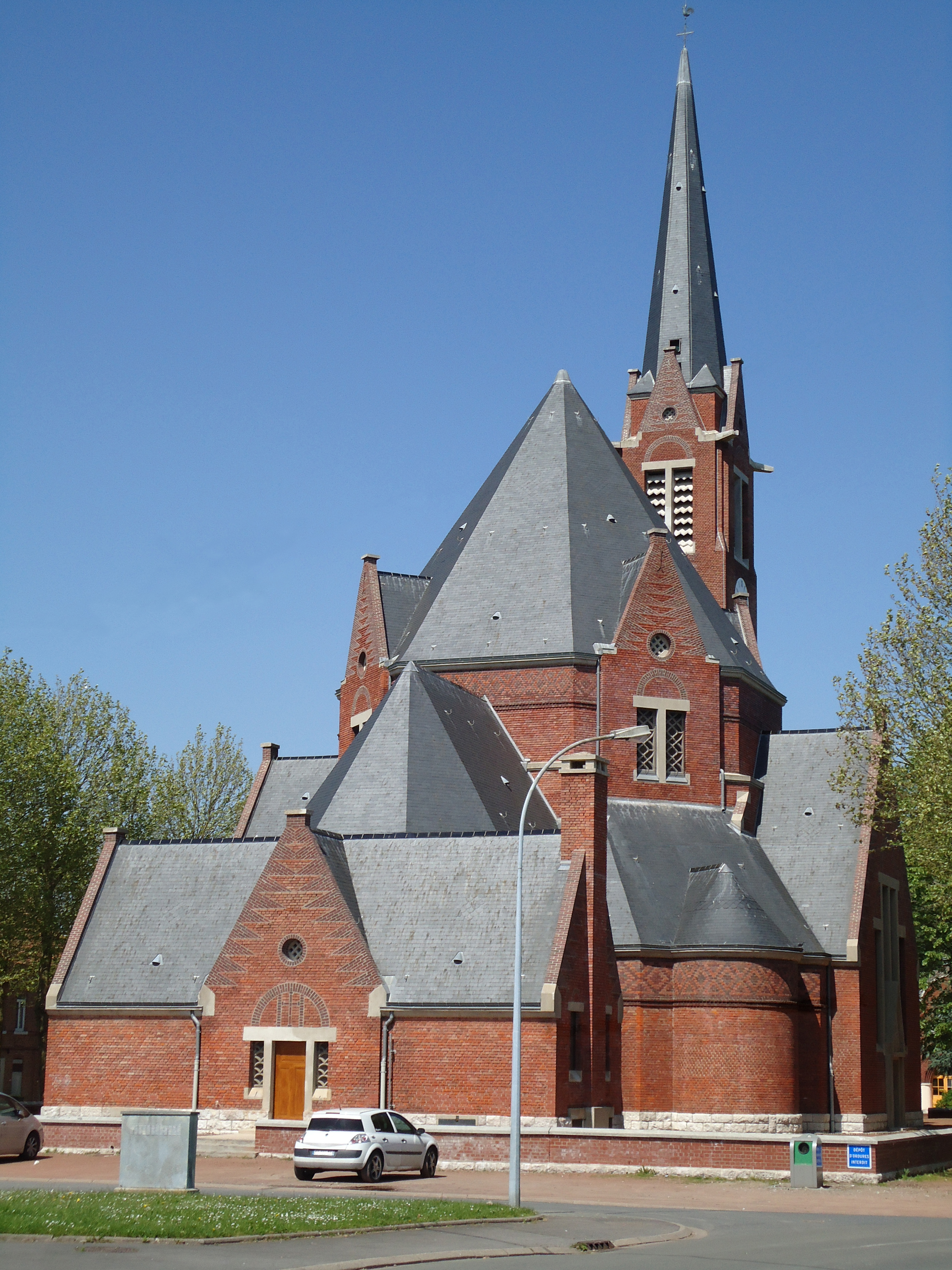
Une des églises construites par Gonse et Duval : l'église Saint-Louis de Rouvroy.

Après la Première Guerre mondiale, Gonse, encore associé à Duval, contribue à fonder la société La Cité nouvelle et s'attelle à la reconstruction, notamment en Picardie. Ils reconstruisent des bâtiments municipaux, des industries, des immeubles privés. 
De 1927 à 1931, ils construisent à Rouvroy (Pas-de-Calais) l'église Saint-Louis de la cité Nouméa des mines de Drocourt ainsi que son presbytère français, son presbytère polonais, et agrandissent l'école voisine. L'ensemble est inscrit aux monuments historiques en 2009 et 2010, et fait partie des biens du bassin minier du Nord-Pas-de-Calais inscrits sur la liste du patrimoine mondial en juin 2012.
Dans un style régionaliste, les deux architectes édifient aussi l'hôtel de ville de Montdidier dans la Somme, inscrit aux monuments historiques en 2003. Ils réalisent également de nombreuses rénovations ou reconstructions d'édifices religieux : en 1929-1931 la façade et le clocher-porche de l'église Saint-Vaast de Moreuil, en béton armé et parement de briques, inscrite aux monuments historiques en 1994, ; la nef et la façade de l'église Saint-Pierre de Roye de 1931 à 1933, ; l'église Saint-Martin de Beuvraignes ; l'église Saint-Martin d'Arvillers.
Ils reconstruisent également la légation de Tchécoslovaquie, à partir de 1924.

### Institut de puériculture
Gonse réalise des centres d'hygiène maternelle et infantile pour une œuvre créée par son épouse Suzanne Gonse-Boas (nièce de Georges Schwob d'Héricourt), et l'Institut de puériculture de la Faculté de médecine de Paris, au 26 boulevard Brune dans le 14e arrondissement de Paris,. Cet institut, commandé en 1928, est achevé en 1933 ; c'est une œuvre qu'il réalise avec Duval, tous deux considérés comme spécialistes de constructions hospitalières, et assistés de Dresse et Oudin, réalisateurs de l'hôpital Mathilde-de-Rothschild. L'institut comporte trois parties : la partie enseignement, administration, logement et foyer des cent cinquante élèves, l'amphithéâtre, les salles de cours et les laboratoires ; les consultations et le service social ; et les services hospitaliers. Le bâtiment principal communique avec deux ailes latérales et sept ailes en épine à l'arrière. Aux extrémités, quatre cours donnent accès aux sous-sols en descente en cours anglaises, donnant de la lumière aux services techniques. Les deux premiers niveaux sont pourvus de larges baies horizontales, les étages supérieurs ont de plus petites fenêtres. L'enchâssement des fenêtres entre des pilastres donne un effet décoratif par la répétition verticale des pilastres et produit « un effet monumental ».
Parallèlement à l'Institut de puériculture, Duval et Gonse construisent à Courbevoie le centre médical La Nouvelle Étoile, ou Fondation Winburn, à usage de dispensaire, en 1931.
Emmanuel Gonse crée aussi la crèche de Montmorency. En 1937-1938, il réalise avec Sandrin une cité ouvrière, la Cité des Pins, ou Cité de la Sarthe, de 1440 logements pour les ouvriers de la société Gnome et Rhône, au Mans.
Il meurt le 7 juin 1954 à Montmorency,.